# Plectorhinchus gibbosus
Plectorhinchus gibbosus är en fiskart som först beskrevs av Lacepède 1802.  Plectorhinchus gibbosus ingår i släktet Plectorhinchus och familjen Haemulidae. IUCN kategoriserar arten globalt som livskraftig. Inga underarter finns listade i Catalogue of Life.